# Liste der Baudenkmale in Kamminke
In der Liste der Baudenkmale in Kamminke sind alle denkmalgeschützten Bauten der Gemeinde Kamminke (Mecklenburg-Vorpommern) und ihrer Ortsteile aufgelistet. Grundlage ist die Veröffentlichung der Denkmalliste des Landkreises Ostvorpommern mit dem Stand vom 30. Dezember 1996. 

## Baudenkmale nach Ortsteilen

### Kamminke
| ID | Lage                     | Bezeichnung                | Beschreibung | Bild              |
| -- | ------------------------ | -------------------------- | ------------ | ----------------- |
|    | Bergstraße 15/16 (Karte) | Wohnhaus                   |              |                   |
|    | Dorfstraße 9 (Karte)     | Wohnhaus                   |              |                   |
|    | Dorfstraße 19 (Karte)    | Wohnhaus                   |              |                   |
|    | Dorfstraße 20 (Karte)    | Wohnhaus                   |              |                   |
|    | Dorfstraße 32 (Karte)    | Schule                     |              |                   |
|    | Dorfstraße 54 (Karte)    | Schifferhaus               |              |                   |
|    | Dorfstraße 60 (Karte)    | Wohnhaus                   |              |                   |
|    | Dorfstraße               | Forsthaus und Stallscheune |              |                   |
|    | (Karte)                  | Gedenkstätte Golm          |              | Gedenkstätte Golm |
|    | (Karte)                  | Mühle                      |              | Mühle             |
|    |                          | Transformatorenhaus        |              |                   |
|    | Wiekstraße 5/5a (Karte)  | Wohnhaus                   |              |                   |
|    | Wiekstraße 6 (Karte)     | Wohnhaus                   |              |                   |
|    | Wiekstraße 15 (Karte)    | Stallgebäude mit Rohrdach  |              |                   |
|    | Wiekstraße 16 (Karte)    | Wohnhaus                   |              |                   |

## Quelle
- Bericht über die Erstellung der Denkmallisten sowie über die Verwaltungspraxis bei der Benachrichtigung der Eigentümer und Gemeinden sowie über die Handhabung von Änderungswünschen (Stand: Juni 1997; PDF, 934 kB)

- Karte mit allen Koordinaten:
- OSM |
- WikiMap